# Ponor (Chorwacja)
Ponor – wieś w Chorwacji, w żupanii karlowackiej, w gminie Cetingrad. W 2011 roku liczyła 78 mieszkańców.